# Alika
Alika Milova (Narva, 5 de Setembro de 2002), conhecida artisticamente como Alika, é uma cantora estónia. Representou a Estónia no Festival Eurovisão da Canção de 2023, em Liverpool, com a canção «Bridges».

## Carreira
Milova tornou-se conhecida ao participar em vários concursos de canto e programas de televisão na Estónia e no estrangeiro desde a infância, incluindo «The Baltic Voice», «New Wave Junior», «Kaunas Talent», «Bravo Song Contest» e «Berlin Perle». Em 2021, alcançou a fama com a sua vitória na oitava edição do concurso de talentos estónio «Eesti otsib superstaari», que lhe valeu um contrato discográfico com a Universal Music Group.
A 1 de Novembro de 2022, foi anunciado que participaria no «Eesti Laul 2023» com a canção "Bridges», a pré-selecção da Estónia para nomear uma música para o Festival Eurovisão da Canção. A sua primeira participação foi na segunda semi-final e qualificou-se para a final. Mais tarde, a 11 de Fevereiro de 2023, Milova actuou na final, onde ganhou os votos do júri e foi subsequentemente escolhida por votação televisiva como a vencedora entre os 12 participantes, tornando-se a representante nacional no Festival Eurovisão da Canção 2023, em Liverpool.

## Vida pessoal
Milova nasceu no seio de uma família russa e a sua língua materna é o russo. No entanto, ela também tem raízes estónias. A irmã de Milova, Valeria Milova, é uma bailarina profissional e participou nas versões turca e irlandesa de Dança com as Estrelas.

## Discografia

### Singles
- 2021 – Õnnenumber
- 2022 – Bon Appetit
- 2022 – C'est La Vie
- 2022 – Bridges